# آیزاک کولتف
آیزاک کولتف (انگلیسی: Izaak Kolthoff؛ زاده ۱۱ فوریهٔ ۱۸۹۴ درگذشته ۴ مارس ۱۹۹۳) یک دانشمند اهل هلند بود.